# 威廉氏若麗魚
威廉氏若麗魚，為輻鰭魚綱鱸形目隆頭魚亞目慈鯛科若麗魚屬的其中一種，分布於非洲馬拉威湖流域，體長可達16.5公分，棲息在岩石底質底層水域，生活習性不明，可作為觀賞魚。

## 擴展閱讀
維基物種上的相關：威廉氏若麗魚